# Giennadij Striekałow
Giennadij Michajłowicz Striekałow, ros. Геннадий Михайлович Стрекалов (ur. 28 października 1940 w Mytiszczi, obwód moskiewski, zm. 25 grudnia 2004 w Moskwie) – radziecki i rosyjski kosmonauta, inżynier-mechanik, Lotnik Kosmonauta ZSRR.

## Wykształcenie i praca zawodowa
- 1957 – ukończył 10-klasową szkołę średnią w Kaliningradzie w obwodzie moskiewskim.
- 1957–1960 – pracował w Zjednoczeniu Naukowo-Produkcyjnym „Energia” (НПО „Энергия” – научно-производственное объединение „Энергия”). Uczestniczył m.in. w przygotowaniu korpusu pierwszego sztucznego satelity Ziemi Sputnika 1.
- 1964 – w trakcie studiów rozpoczął pracę w biurze konstrukcyjnym Siergieja Korolowa (OKB-1).
- 1965–1973 – w 1965 został absolwentem Wyższej Szkoły Technicznej im. N. E. Baumana i otrzymał tytuł magistra inżyniera mechanika. Po studiach kontynuował na różnych stanowiskach pracę w OKB-1, później przemianowanym na Centralne Biuro Konstrukcyjne Eksperymentalnej Budowy Maszyn (ЦКБЭМ). Brał udział w przygotowaniu dokumentacji technicznej na potrzeby radzieckiego załogowego programu księżycowego: rakiety nośnej N1 (Н-1), statku księżycowego ŁK (ЛК), księżycowego statku orbitalnego ŁOK (ЛОК). Brał również udział w testach wspomnianych konstrukcji. Pracował też nad statkami typu Sojuz: o przeznaczeniu wojskowym – Sojuz WI oraz serii 7K-OK.
- 1985 – otrzymał stopień kandydata nauk technicznych po tym jak obronił pracę w Centralnym Naukowo-Badawczym Instytucie Budowy maszyn (ЦНИИмаш – Центральный научно-исследовательский институт машиностроения)

## Kariera kosmonauty
- 1973 – 27 marca został wybrany do grupy kosmonautów – inżynierów biura konstrukcyjnego „Energia”. Razem z nim przyjęci wówczas zostali również: Władimir Aksjonow, Aleksandr Iwanczenkow oraz Walerij Riumin.
- 1974–1976 – jako inżynier pokładowy wspólnie z Jurijem Małyszewem trenował do doświadczalnego lotu na statku kosmicznym typu Sojuz 7K-S. We wrześniu 1976 obaj byli dublerami podstawowej załogi statku Sojuz 22.
- 1978–1979 – przechodził szkolenie do pierwszej załogowej misji statku typu Sojuz T. Razem z Wasilijem Łazariewem tworzyli trzecią, zapasową załogę. Pod koniec 1979 obaj otrzymali przydział do pierwszej załogi misji Sojuza T-3. Załogę uzupełniono lekarzem Walerijem Polakowem. Program lotu miał być poświęcony badaniom medycznym.
- 1980 – w maju awarii uległy systemy pokładowe Saluta 6 i zaszła konieczność wysłania tam ekipy remontowej i załoga Striekałowa została ekipą dublerów. W październiku Striekałowa przeniesiono jednak do podstawowego składu. Zastąpił w nim Konstantina Fieoktistowa. W grudniu odbył swój pierwszy lot na pokładzie statku Sojuz T-3.
- 1981–1983 – od września 1981 do maja 1982 wspólnie z Władimirem Titowem byli dublerami załogi Sojuza T-5, którego załoga była pierwszą stałą ekipą pracującą na stacji Salut 7. Kilka miesięcy później powierzono mu funkcję inżyniera pokładowego pierwszej załogi Sojuza T-8. Do wiosny 1983 trenował z Władimirem Titowem i Iriną Poroniną. Na około miesiąc przed startem zrezygnowano z udziału w misji kolejnej kosmonautki i Poronina została zastąpiona przez Aleksandra Sieriebrowa. W kwietniu 1983 Striekałow uczestniczył w zakończonym przedwcześnie locie Sojuza T-8. Krótko po powrocie na Ziemię rozpoczął przygotowania do kolejnej misji. Ponownie z Władimirem Titowem początkowo byli dublerami załogi Sojuza T-9 (czerwiec 1983), a później wyznaczono ich jako pierwszą załogę Sojuza T-10 i trzecią stałą załogę stacji Salut 7. 26 września 1983 podczas startu doszło do pożaru rakiety nośnej i życie kosmonautów uratował awaryjny system ratunkowy. Ta nieudana misja znana jest też pod oznaczeniem Sojuz T-10-1.
- 1984 – w lutym trafił do radziecko-indyjskiej załogi Sojuza T-11 w miejsce wycofanego z powodów zdrowotnych kosmonauty. 8-dniowy lot odbył się w kwietniu.
- 1985 – razem z Aleksandrem Wiktorienką i Jewgienijem Salejem trenował w załodze dublującej ekipę Sojuza T-14.
- 1985–1988 – przeszedł szkolenie w ramach programu Buran. W grupie kosmonautów-badaczy znaleźli się zarówno kosmonauci obecnego RKK Energia oraz Lotniczego Instytutu Doświadczalnego m.in.: Walentin Lebiediew, Aleksandr Iwanczenkow, Aleksandr Bałandin, Aleksandr Ławiejkin, Musa Manarow, Siergiej Krikalow, Igor Wołk i Anatolij Lewczenko. Striekałow był wyznaczony do jednej z czterech pierwszych załóg. Początkowo w parze z Rimantasem Stankjawiciusem, a później z Anatolijem Lewczenką. Przerwanie programu spowodowało rozformowanie wszystkich przygotowywanych załóg.
- 1989–1990 – od sierpnia 1989 wspólnie z Giennadijem Manakowem przygotowywał się do lotu na stację kosmiczną Mir. Początkowo w załodze trenował jeszcze Wiktor Zabłocki z programu Buran. W lutym 1990 był dublerem inżyniera pokładowego Sojuza TM-9. W sierpniu 1990 wystartował na pokładzie Sojuza TM-10 w kierunku stacji Mir. Przebywał na niej do grudnia 1990.
- 1993–1995 – od kwietnia 1993 razem z innymi kosmonautami ponownie rozpoczął przygotowania do lotu na stację kosmiczną Mir. Początkowo miał polecieć w składzie 16 stałej załogi Mira razem z Jurijem Malenczenką oraz Tałgatem Musabajewem, ale ostatecznie zatwierdzono go do składu załogi Sojuza TM-21 – pierwszego rosyjsko-amerykańskiego lotu w ramach programu Shutle-Mir. Dowódcą misji był Władimir Dieżurow a kosmonautą-badaczem Norman Thagard ze Stanów Zjednoczonych.
- 1995 – 17 stycznia formalnie opuścił korpus kosmonautów w związku z przejściem na emeryturę i powierzeniem mu funkcji naczelnika jednego z wydziałów RKK Energia. Pozostał jednak na specjalnym kontrakcie do 7 lipca 1995 aby uczestniczyć w kolejnej wyprawie. W swój ostatni lot w kosmos wystartował w marcu 1995 na rosyjskim Sojuzie. Powrócił w lipcu na pokładzie wahadłowca Atlantis realizującego misję STS-71.

## Loty załogowe
- „Sojuz T-3”

Po raz pierwszy Giennadij Striekałow wyruszył w kosmos 27 listopada 1980 roku na pokładzie statku Sojuz T-3. Dowódcą wyprawy był Leonid Kizim, inżynierem pokładowym Oleg Makarow a Striekałow pełnił funkcję inżyniera-badacza. Był to pierwszy od 1971 start Sojuza trzyosobową załogą. Poza przetestowaniem nowego pojazdu kosmicznego głównym celem misji było przeprowadzenie prac remontowych i konserwacyjnych na pokładzie stacji Salut 6. Dzień po starcie Sojuz pomyślnie przycumował do Saluta i jego załoga przystąpiła do naprawy m.in. systemu podtrzymywania życia, paliwowego i elektrycznego. 10 grudnia 1980 kapsuła z kosmonautami wylądował pomyślnie w odległości około 130 km od Dżezkazganu.
- „Sojuz T-8”

Druga misja kosmiczna Striekałowa nie była udana. Wystartował 20 kwietnia 1983 na pokładzie statku Sojuz T-8 razem z Władimirem Titowem i Aleksandrem Sieriebrowem. Mieli oni odbyć długotrwały lot na kompleksie orbitalnym Salut 7-Kosmos 1443. W trakcie zbliżania się do Saluta nie zadziałał system zbliżania „Igła”. Podczas fazy startu zerwany został maszt anteny systemu co w praktyce uniemożliwiło bezpieczne przeprowadzenie operacji dokowania. W tej sytuacji podjęto decyzje o przerwaniu lotu. 22 kwietnia 1983 kosmonauci wylądowali w odległości około 60 km od miasta Arkałyk.
- „Sojuz T-10-1”

26 września 1983 miał się rozpocząć kolejny lot Sojuza w kierunku stacji Salut 7. Ponownie Striekałow znalazł się w załodze dowodzonej przez Władimira Titowa. Podczas procedury startowej doszło do awarii jednej z pomp paliwowych co wznieciło pożar rakiety nośnej. Dzięki awaryjnemu systemowi ratunkowemu SAS kabina załogowa statku została wyniesiona na wysokość kilkuset metrów i następnie po otwarciu spadochronu wylądowała w bezpiecznej odległości od wyrzutni. Zaledwie dwie sekundy po zadziałaniu SAS doszło do eksplozji rakiety nośnej, która zniszczyła platformę startową. Maksymalne przeciążenie jakiemu zostali poddani kosmonauci wynosiło 17 G.
- „Sojuz T-11”

3 kwietnia 1984 kosmonauta ponownie znalazł się w przestrzeni kosmicznej. Razem z Jurijem Małyszewem oraz indyjskim pilotem wojskowym Rakeshem Sharmą wystartował na spotkanie Saluta 7 w statku kosmicznym Sojuz T-11. Do załogi włączono go po tym jak zachorował Nikołaj Rukawisznikow i musiał zostać wycofany z przygotowań. Następnego dnia po starcie doszło do połączenia ze stacją kosmiczną na której pracowała stała załoga: Leonid Kizim, Władimir Sołowjow oraz Oleg Atkow. Obie ekipy pracowały przy programie badań przygotowanym przez radzieckich i indyjskich naukowców. Dominowały w nim obserwacje powierzchni Ziemi skupiające się przede wszystkim na terytorium Indii. Wykonano także badania i eksperymenty biologiczne oraz z zakresu materiałoznawstwa. 11 kwietnia kosmonauci powrócili na Ziemię w kapsule pojazdu Sojuz T-10 lądując około 50 km od Arkałyku.
- „Sojuz TM-10”

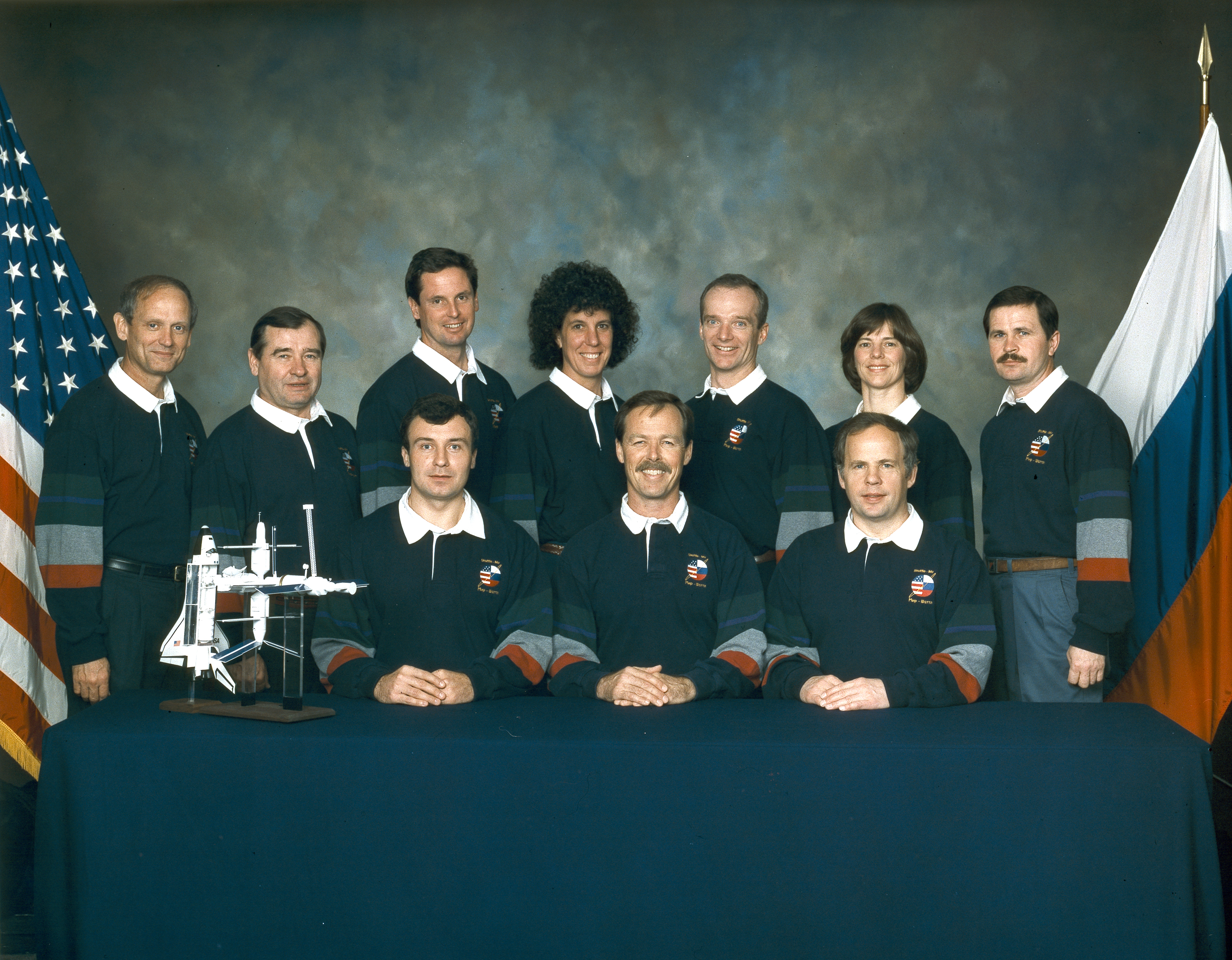
Oficjalne zdjęcie załogi STS-71 i Sojuza TM-21.Od lewej stoją: Norman Thagard, Giennadij Striekałow, Gregory Harbaugh, Ellen Baker, Charles Precourt, Bonnie Dunbar i Nikołaj Budarin. Siedzą od lewej: Nikołaj Dieżurow, Robert Gibson i Anatolij Sołowiow

Tym razem Striekałow udał się w kosmos 1 sierpnia 1990 na pokładzie Sojuza TM-10 dowodzonego przez Giennadija Manakowa. Dwa dni później kosmonauci byli już na pokładzie stacji kosmicznej Mir i zmienili poprzednią stałą załogę (Anatolija Sołowjowa i Aleksandra Bałandina) rozpoczynając blisko 130-dniową misję. W tym czasie do Mira przycumowały dwa statki towarowe Progress (M-4 i M-5). 29 października 1990 Striekałow przez 2 godziny i 45 minut pracował w otwartej przestrzeni kosmicznej wykonując prace remontowe przy module Kwant 2. Podczas pobyty na pokładzie stacji załoga przeprowadzała przede wszystkim badania geo- i astrofizyczne. Na Ziemię kosmonauci powrócili 10 grudnia 1990. Kapsuła Sojuz TM-10 osiadła około 70 km od miasta Arkałyk. Razem z załogą Mira powrócił również japoński dziennikarz Toyohiro Akiyama, który przybył na stację 4 grudnia razem z załogą Sojuza TM-11.
- „Sojuz TM-21”

Ostatni lot w kosmos Striekałowa rozpoczął się 14 marca 1995. Na pokładzie statku Sojuz TM-21 dowodzonego przez Władimira Dieżurowa znajdował się również amerykański astronauta Norman Thagard, którego lot był pierwszym w ramach programu Shuttle-Mir. 16 marca Sojuz połączył się z Mirem a jego załoga rozpoczęła przejmowanie stacji od Wiktorienki, Kondakowej oraz Polakowa, którzy powrócili na Ziemię 22 marca 1995. Striekałow z Dieżurowem podczas trzech spacerów kosmicznych przez blisko 18 godzin pracowali poza stacją, głównie przy panelach baterii słonecznych. Podczas lotu przeprowadzono również operacje przecumowania modułu „Kristałł” oraz przyłączenia do kompleksu orbitalnego kolejnego modułu o nazwie Spektr. 29 czerwca do Mira przycumował wahadłowiec Atlantis (misja STS-71). Na jego pokładzie załoga Sojuz TM-21 powróciła na Ziemię 7 lipca 1995.

## Po opuszczeniu oddziału kosmonautów
W 1995, po opuszczeniu oddziału kosmonautów Striekałow objął funkcję naczelnika jednego z wydziałów obecnego RKK Energia (wówczas Zjednoczenia Naukowo – Produkcyjnego „Energia”). Po zakończonym 7 lipca 1995 locie uczestniczył w wielu sympozjach i konferencjach naukowych. W ostatnich latach życia kierował rosyjskim komitetem Międzynarodowego Stowarzyszenia Uczestników Lotów Kosmicznych. W 1999 roku był jednym z założycieli fundacji mającej na celu uratowanie stacji Mir przed zatopieniem.
25 grudnia 2004 zmarł w Moskwie na raka żołądka.

## Nagrody i odznaczenia
- dwukrotnie medal “Złotej Gwiazdy” i tytuł Bohatera Związku Radzieckiego – (1980 i 1984)
- Order Lenina – trzykrotnie
- Order Rewolucji Październikowej
- order „Za zasługi dla Ojczyzny” III stopnia
- medal „Weteran Pracy”
- indyjski order Ashoka Chakra I stopnia
- Dyplom im. S. P. Korolowa przyznany w 1990 przez FAI
- medal NASA „Za lot kosmiczny” (NASA Space Flight Medal)
- Universal Astronaut Insignia za lot orbitalny (nr 99, pośmiertnie) – Stowarzyszenie Uczestników Lotów Kosmicznych (Association of Space Explorers(inne języki))[1]

## Wykaz lotów
| Loty i starty kosmiczne, w których uczestniczył Giennadij M. Striekałow                                              | Loty i starty kosmiczne, w których uczestniczył Giennadij M. Striekałow | Loty i starty kosmiczne, w których uczestniczył Giennadij M. Striekałow | Loty i starty kosmiczne, w których uczestniczył Giennadij M. Striekałow | Loty i starty kosmiczne, w których uczestniczył Giennadij M. Striekałow | Loty i starty kosmiczne, w których uczestniczył Giennadij M. Striekałow | Loty i starty kosmiczne, w których uczestniczył Giennadij M. Striekałow |
| L.p. | Data startu                                                             | Statek kosmiczny                                                        | Data lądowania                                                          | Statek kosmiczny                                                        | Funkcja                                                                 | Czas trwania                                                            |
| --- | ----------------------------------------------------------------------- | ----------------------------------------------------------------------- | ----------------------------------------------------------------------- | ----------------------------------------------------------------------- | ----------------------------------------------------------------------- | ----------------------------------------------------------------------- |
| 1 | 27 listopada 1980                                                       | Sojuz T-3                                                               | 10 grudnia 1980                                                         | Sojuz T-3                                                               | Kosmonauta-badacz                                                       | 12 dni 19 godzin 7 minut i 42 sekundy.                                  |
| 2 | 20 kwietnia 1983                                                        | Sojuz T-8                                                               | 22 kwietnia 1983                                                        | Sojuz T-8                                                               | Inżynier pokładowy                                                      | 2 dni 17 minut i 48 sekund.                                             |
| 3 | 26 września 1983                                                        | Sojuz T-10-1                                                            | 26 września 1983                                                        | Sojuz T-10-1                                                            | Inżynier pokładowy                                                      | 5 minut i 13 sekund. (awaria podczas startu)                            |
| 4 | 3 kwietnia 1984                                                         | Sojuz T-11                                                              | 11 kwietnia 1984                                                        | Sojuz T-10                                                              | Inżynier pokładowy                                                      | 7 dni 21 godzin 40 minut i 6 sekund.                                    |
| 5 | 1 sierpnia 1990                                                         | Sojuz TM-10                                                             | 10 grudnia 1990                                                         | Sojuz TM-10                                                             | Inżynier pokładowy                                                      | 130 dni 20 godzin 35 minut i 51 sekund.                                 |
| 6 | 14 marca 1995                                                           | Sojuz TM-21                                                             | 7 lipca 1995                                                            | STS-71 Atlantis F-14                                                    | Inżynier pokładowy                                                      | 115 dni 8 godzin i 43 minuty.                                           |
| Łączny czas spędzony w kosmosie – 268 dni 22 godziny 24 minuty i 27 sekund (nie wliczono czasu misji Sojuza T-10-1). |                                                                         |                                                                         |                                                                         |                                                                         |                                                                         |                                                                         |